# Neutoggenburg
Der Bezirk Neutoggenburg war bis Ende 2002 eine Verwaltungseinheit des Kantons St. Gallen in der Schweiz. Er entstand 1831 durch Aufteilung des bisherigen Bezirks Obertoggenburg in den Bezirk Neutoggenburg und den „neuen“ Bezirk Obertoggenburg. Seit 2003 ist er ein Teil des Wahlkreises Toggenburg.

## Die Gemeinden des ehemaligen Bezirks Neutoggenburg
| Wappen           | Gemeindename     | PLZ       | Einwohner (31. Dezember 2023) | Fläche in km² | Einwohner pro km² |
| ---------------- | ---------------- | --------- | ----------------------------- | ------------- | ----------------- |
| Brunnadern       | Brunnadern       | 9125      | 1314                          | 6,69          | 196               |
| Hemberg          | Hemberg          | 9633      | 954                           | 20,15         | 47                |
| Krinau           | Krinau           | 9622      | 387                           | 7,24          | 53                |
| Lichtensteig     | Lichtensteig     | 9620      | 2079                          | 2,82          | 737               |
| Oberhelfenschwil | Oberhelfenschwil | 9621      | 1246                          | 12,68         | 98                |
| St. Peterzell    | St. Peterzell    | 9127      | 1172                          | 9,38          | 125               |
| Wattwil          | Wattwil          | 9630      | 8587                          | 43,93         | 195               |
| Total (7)        | Total (7)        | Total (7) | 15’640                        | 102,89        | 152               |

Das Bundesamt für Statistik führte den Bezirk unter der BFS-Nr. 1704.